# Auguste Cavadini
Auguste Baptiste Cavadini (* 21. Juli 1865 in Morbio Inferiore, Schweiz; † 18. September 1922 in Paris) war ein französischer Sportschütze.

## Erfolge
Auguste Cavadini nahm an den Olympischen Spielen 1900 in Paris in fünf Disziplinen teil. Im Dreistellungskampf erreichte er mit Achille Paroche, Léon Moreaux, Maurice Lecoq und René Thomas den dritten Rang und gewann somit die Bronzemedaille. In den Einzeldisziplinen belegte er im Dreistellungskampf den elften, in der Kniend-Position den 17., im stehenden Anschlag den zehnten und im liegenden Anschlag den siebten Rang.
Bei Weltmeisterschaften gewann Cavadini sechs Bronzemedaillen mit dem Freien Gewehr, davon zwei im Einzel sowie vier mit der Mannschaft im Dreistellungskampf. Seinen größten Erfolg erzielte er 1898 in Turin, als er im Mannschaftswettbewerb des Dreistellungskampfes Weltmeister wurde.